# 生坂村

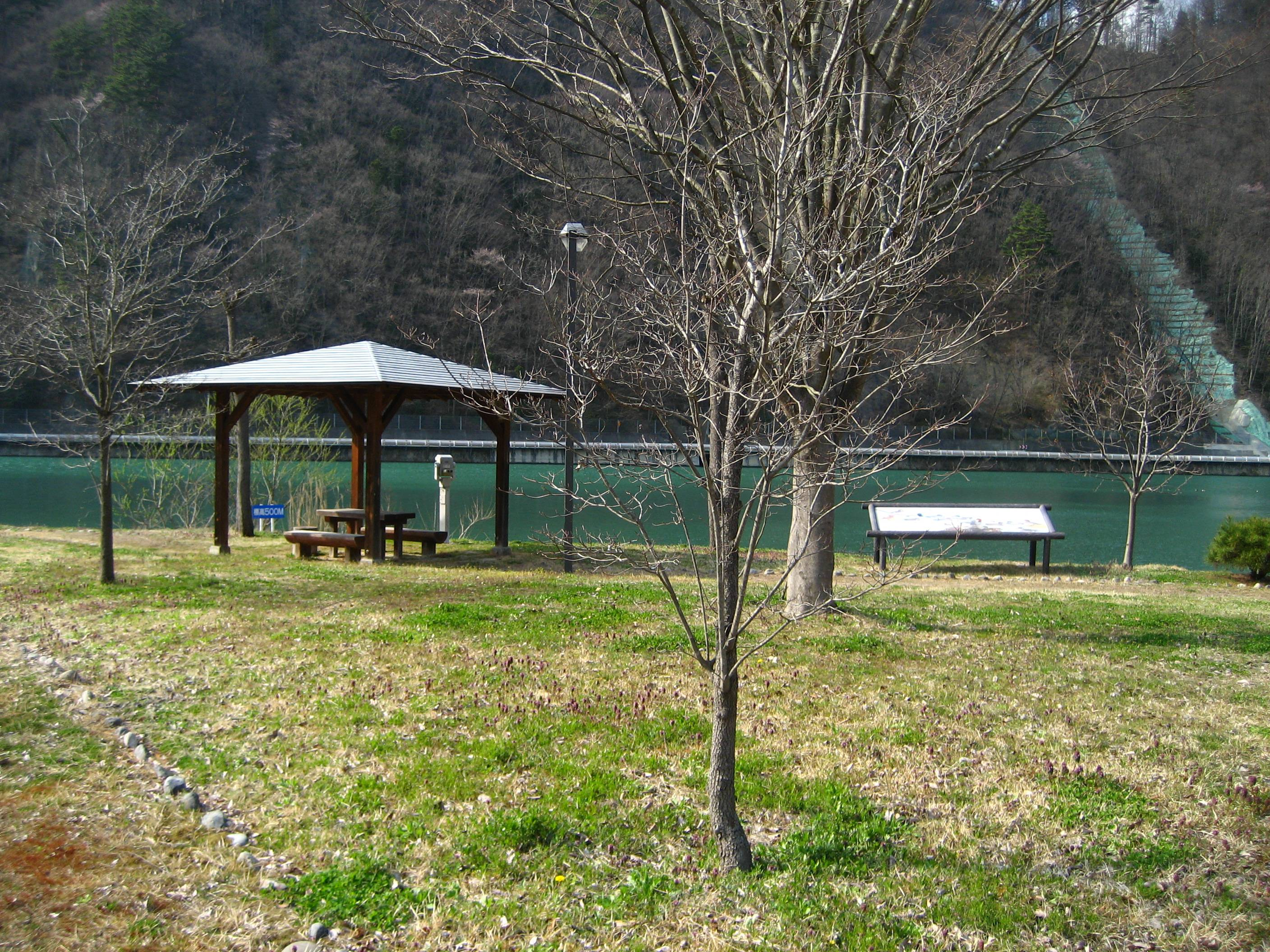
生坂水鳥公園

生坂村（いくさかむら）は、長野県東筑摩郡にある山間部の村。農業と農産物加工業を基幹産業としており、特にブドウ栽培が盛んな地域である。

## 地理

### 位置
東筑摩郡の北西部に位置しており、村内を犀川が北流する。

### 地形

#### 山岳
- 岩殿山(1007.6m)
- 京ヶ倉(990m)[2]
- 大城(980m)[2]
- 金戸山(766.7m)

#### 河川
- 犀川 - 生坂ダム - 平ダム
- 麻績川
- 金熊川
- 楢沢川
- 袖沢川

### 地区
古坂、宇留賀、下生坂、大日向、昭津、上生坂、草尾、日岐、下生野、小立野

### 隣接する自治体
- 長野市
- 安曇野市
- 大町市
- 東筑摩郡：筑北村、麻績村
- 北安曇郡：池田町

## 歴史
- 1875年（明治8年）1月23日 - 筑摩県筑摩郡小立野村・下生野村・上生坂村・下生坂村が合併して生坂村となる。
- 1876年（明治9年）8月21日 - 長野県の所属となる。
- 1878年（明治11年）1月4日 - 郡区町村編制法の施行により、東筑摩郡の所属となる。
- 1889年（明治22年）4月1日 - 町村制の施行により、生坂村が単独で自治体を形成。
- 1957年（昭和32年）3月31日 - 北安曇郡陸郷村の一部（草尾および日岐・白駒の各一部）を編入のうえ、北安曇郡広津村の一部（北山・宇留賀・大日向の各一部）と合併し、改めて東筑摩郡生坂村が発足。現在に至る。

## 人口
- 安曇野市への通勤率は20.75%（平成27年国勢調査）。

| |                                        |  |
| 生坂村と全国の年齢別人口分布（2005年） | 生坂村の年齢・男女別人口分布（2005年） |  |
| ■紫色 ― 生坂村 ■緑色 ― 日本全国 | ■青色 ― 男性 ■赤色 ― 女性              |  |
| 生坂村（に相当する地域）の人口の推移 \| 1970年（昭和45年） \| 3,684人 \| \| \| 1975年（昭和50年） \| 3,362人 \| \| \| 1980年（昭和55年） \| 3,142人 \| \| \| 1985年（昭和60年） \| 2,904人 \| \| \| 1990年（平成2年） \| 2,738人 \| \| \| 1995年（平成7年） \| 2,559人 \| \| \| 2000年（平成12年） \| 2,416人 \| \| \| 2005年（平成17年） \| 2,160人 \| \| \| 2010年（平成22年） \| 1,953人 \| \| \| 2015年（平成27年） \| 1,843人 \| \| \| 2020年（令和2年） \| 1,639人 \| \| |                                        |  |
| 総務省統計局 国勢調査より |                                        |  |
| 1970年（昭和45年） | 3,684人                                |  |
| 1975年（昭和50年） | 3,362人                                |  |
| 1980年（昭和55年） | 3,142人                                |  |
| 1985年（昭和60年） | 2,904人                                |  |
| 1990年（平成2年） | 2,738人                                |  |
| 1995年（平成7年） | 2,559人                                |  |
| 2000年（平成12年） | 2,416人                                |  |
| 2005年（平成17年） | 2,160人                                |  |
| 2010年（平成22年） | 1,953人                                |  |
| 2015年（平成27年） | 1,843人                                |  |
| 2020年（令和2年） | 1,639人                                |  |

## 行政

### 所轄広域連合
- 松本広域連合

### 所轄警察署
- 安曇野警察署

### 所轄消防署
- 松本広域消防局明科消防署

### 村政
村長
藤澤泰彦 2007年2月20日就任、5期目

### 姉妹都市・提携都市
- ハンガリー - 道の駅いくさかの郷の特色作りをきっかけに、全国繊維化学食品流通サービス一般労働組合同盟（UAゼンセン）長野県支部と公益社団法人国際経済交流協会の斡旋でハンガリーとの交流を開始した[3]。

## 議会

### 村議会
- 議長：太田 譲
- 定数：8人（任期 2025年5月11日まで）

### 県議会
2021年長野県議会議員補欠選挙
- 選挙区：松本市・東筑摩郡選挙区
- 定数：2人
- 投票日：2021年10月31日
- 当日有権者数：214,076人
- 投票率：55.56％

| 候補者名   | 当落 | 年齢 | 所属党派 | 新旧別 | 得票数   |
| ---------- | ---- | ---- | -------- | ------ | -------- |
| 百瀬智之   | 当   | 38   | 無所属   | 元     | 33,608票 |
| 小林文     | 当   | 45   | 無所属   | 新     | 33,031票 |
| 青木崇     | 落   | 31   | 無所属   | 新     | 23,786票 |
| 下沢順一郎 | 落   | 62   | 無所属   | 元     | 22,973票 |

2019年長野県議会議員選挙
- 選挙区：松本市・東筑摩郡選挙区
- 定数：7人
- 投票日：2019年4月7日
- 当日有権者数：212,935人
- 投票率：43.93％

| 候補者名   | 当落 | 年齢 | 所属党派     | 新旧別 | 得票数   |
| ---------- | ---- | ---- | ------------ | ------ | -------- |
| 中川宏昌   | 当   | 48   | 公明党       | 現     | 14,121票 |
| 百瀬智之   | 当   | 36   | 無所属       | 現     | 12,647票 |
| 中川博司   | 当   | 60   | 無所属       | 元     | 12,341票 |
| 本郷一彦   | 当   | 72   | 自由民主党   | 現     | 11,957票 |
| 両角友成   | 当   | 66   | 日本共産党   | 現     | 11,630票 |
| 清沢英男   | 当   | 69   | 自由民主党   | 現     | 10,793票 |
| 萩原清     | 当   | 68   | 自由民主党   | 現     | 9,447票  |
| 下沢順一郎 | 落   | 59   | 国民民主党   | 現     | 7,337票  |
| 小金沢昭秀 | 落   | 62   | 日本維新の会 | 新     | 2,013票  |

### 衆議院
- 選挙区：長野2区（長野市の一部、松本市、大町市、安曇野市、東筑摩郡、北安曇郡、上水内郡）
- 任期：2024年10月27日 - 2028年10月26日
- 投票日：2024年10月27日
- 当日有権者数：376,072人
- 投票率：55.96％

| 当落 | 候補者名 | 年齢 | 所属党派     | 新旧別 | 得票数   | 重複 |
| ---- | -------- | ---- | ------------ | ------ | -------- | ---- |
| 当   | 下条みつ | 68   | 立憲民主党   | 前     | 98,664票 | ○    |
|      | 務台俊介 | 68   | 自由民主党   | 前     | 54,265票 | ○    |
|      | 手塚大輔 | 41   | 日本維新の会 | 新     | 50,961票 | ○    |

## 経済

### 産業
- ブドウ - 1986年（昭和61年）より巨峰の産地化を推進。ナガノパープル・シャインマスカット・シナノスマイルなど栽培品種を拡大し、生坂村産のブドウに「イクサカラット」（村名と宝石のカラットを合わせた造語）と命名しブランド化している[4][5]。
- タバコ - 「生坂煙草」として江戸にもその名が知られたタバコ栽培は、慶長年間に村内の照明寺の住職・良憲和尚が長崎出島のポルトガル商人から種子を購入して持ち帰り、栽培を始めたことに始まる。明治時代以後は養蚕業に押されて衰退した。
- 水力発電

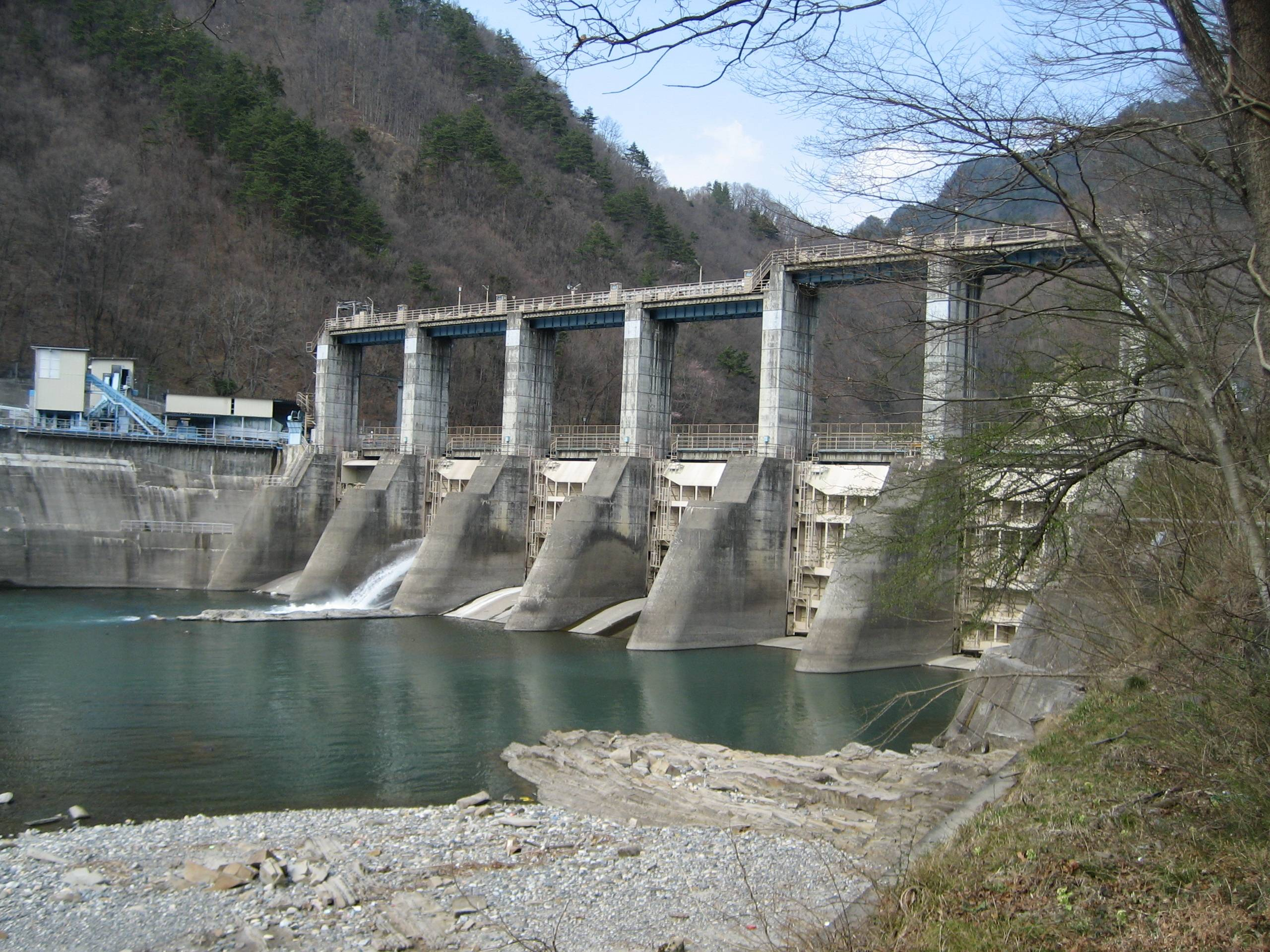
東京電力リニューアブルパワー・生坂発電所
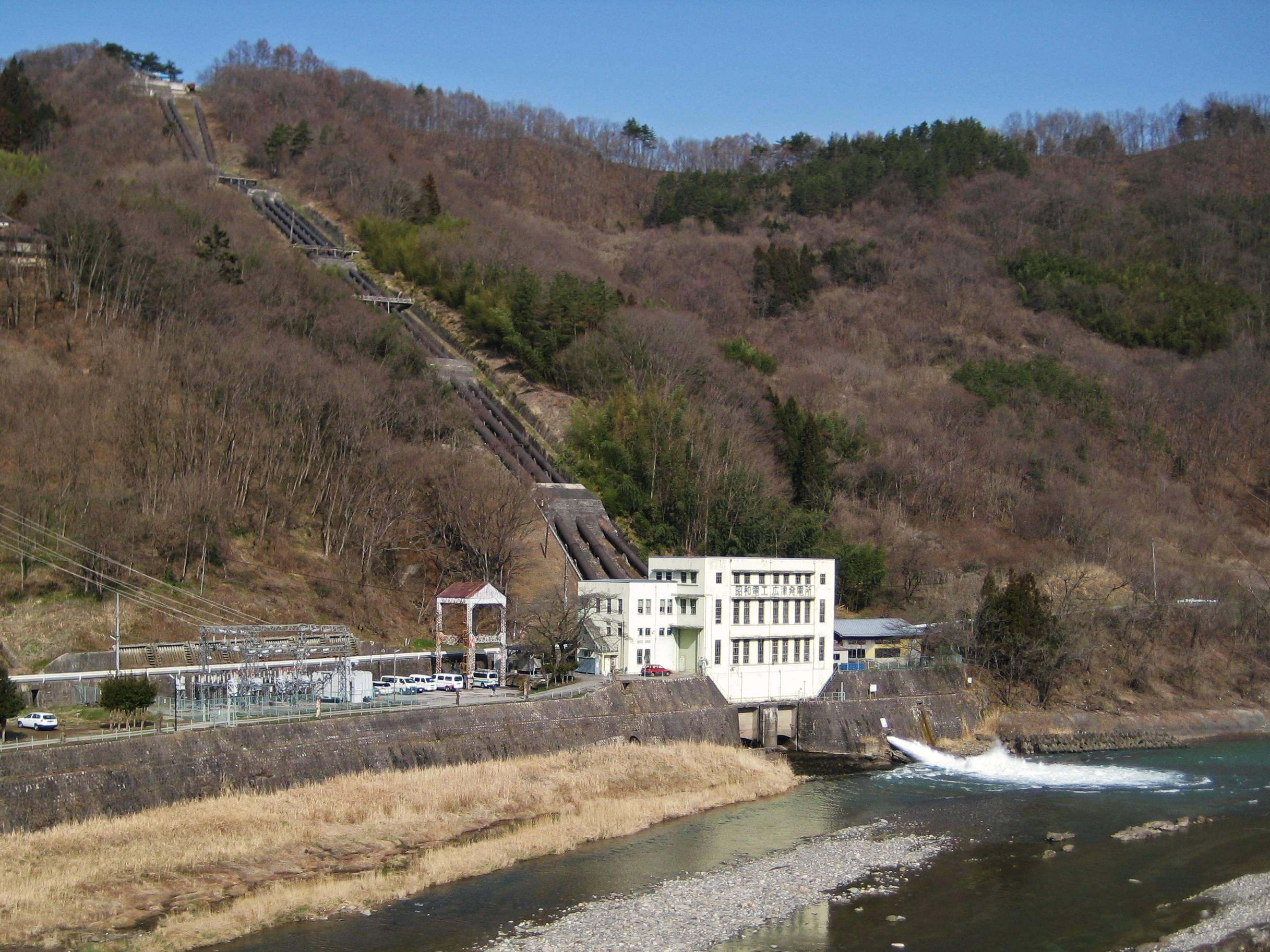
昭和電工・広津発電所

## 地域

### 教育

#### 小学校
- 生坂村立生坂小学校

#### 中学校
- 生坂村立生坂中学校

## 交通

### 鉄道
村内に鉄道路線は走っていない。最寄りは場所にもよるが、南部はJR東日本篠ノ井線明科駅、北部は同じくJR東日本の大糸線信濃松川駅がそれぞれ最寄りとなっている。

### バス

#### 定期路線バス
- 生坂村営バス

村北部から安曇野市にある明科駅を結ぶ犀川線と村内から池田町とを行き来する池坂線がある。犀川線は病院前から山十前までの間は国道19号線経由と犀川東岸を通る小立野経由があるが国道経由がメインで運行されている。
池坂線は2024年3月31日まで池田町から村内を経由して池田町へ戻る循環バスが運行されていたが、これは池田町営バスだった頃の名残であった。
- 筑北村営バス（デマンドバス）

下生坂地域に中込バス停と重バス停のみにおかれている。下生坂地域にある重地区は生坂村でありながら生坂村営バスがなく、代わりに筑北村営バスでの利用となるが生坂村中心部へは行くことができない。なお生坂村は独自の路線バスがない代わりにデマンドバスの運転がある。
中込地区は筑北村であるがバス停は生坂村にあり、一旦生坂村重集落を経由しないと行けない。
筑北村では坂北地域でのバス路線は現在デマンド型交通に移行している。
- 大町市民バス（旧八坂村営バス）

八坂コースが才光寺から古坂まで当村を通り長野市にあるさぎり荘まで運行する。またこの区間で生坂村営バスと重複するが双方の接続は取られていない。

#### デマンドバス
- 周回デマンドバス

南回りと北回りがある。登録・予約制。

### 道路
村内に高速道路は通っていない。最寄りのインターチェンジは安曇野市にある安曇野インターチェンジまたは筑北村にある筑北スマートインターチェンジで、いずれも長野自動車道である。

#### 一般国道
- 国道19号

#### 都道府県道
- 長野県道55号大町麻績インター千曲線
- 長野県道274号宇留賀池田線
- 長野県道275号上生坂信濃松川停車場線
- 長野県道276号下生野明科線

### ナンバープレート
安曇野ナンバー
2025年5月7日以降、安曇野市、北安曇郡池田町、松川村とともに、ご当地ナンバーである安曇野ナンバーが割り当てられている。

## 名所・旧跡・観光スポット・祭事・催事
- 山清路
- 水鳥公園
- 高津屋森林公園

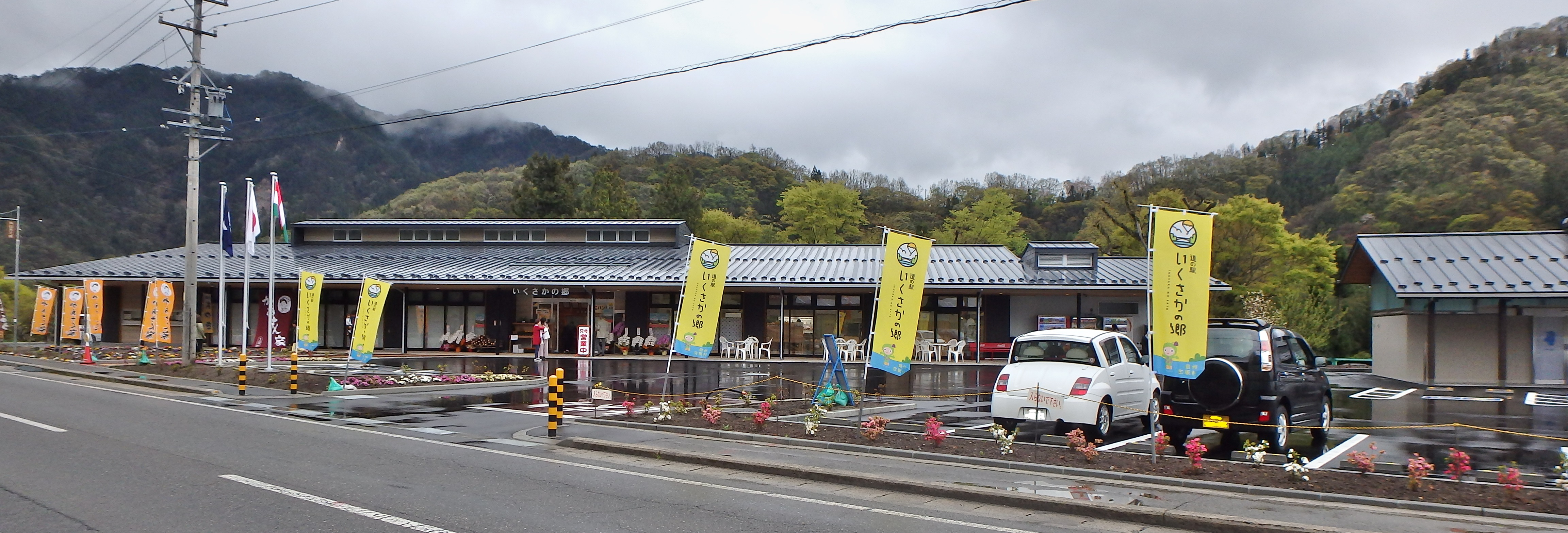
道の駅いくさかの郷
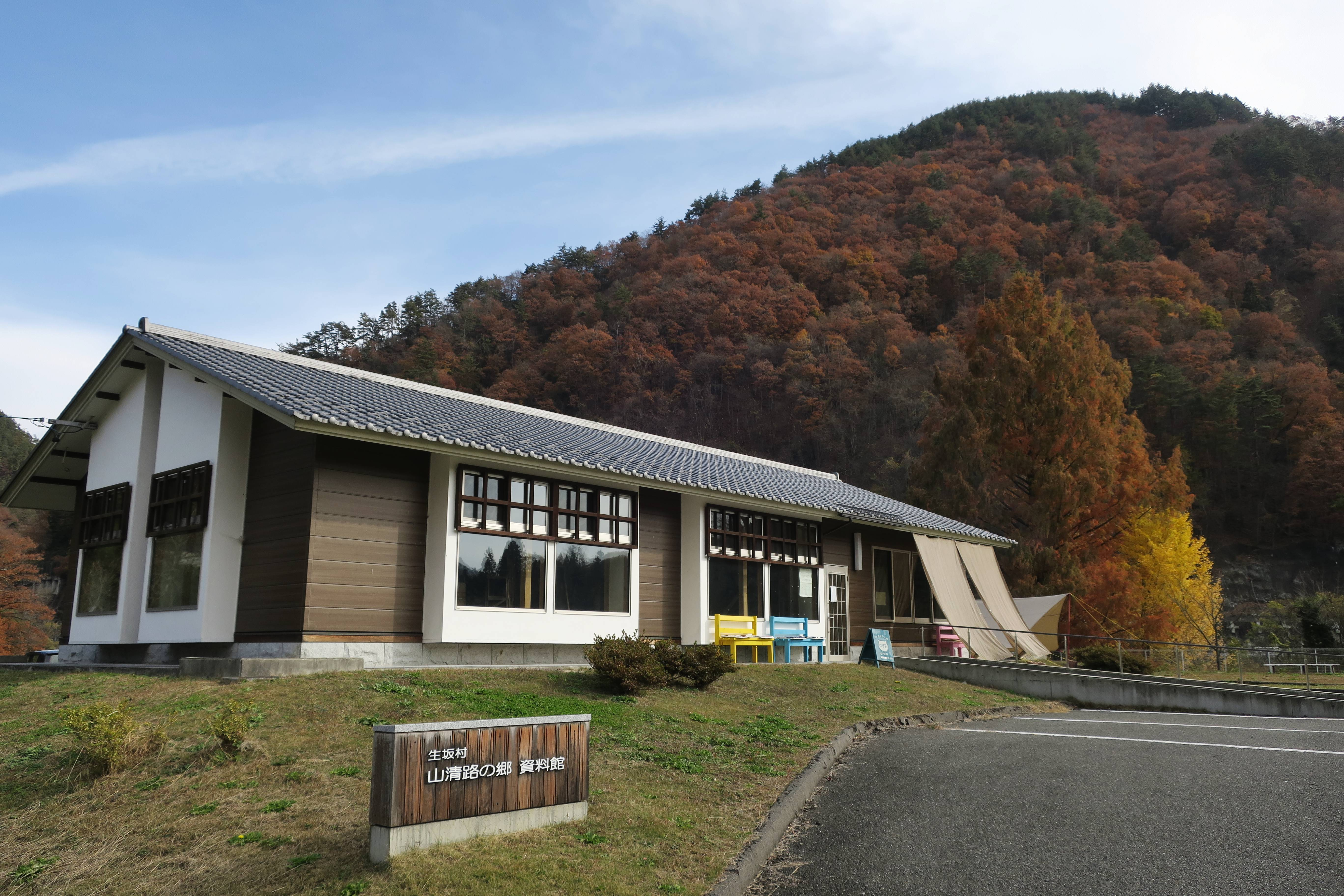
生坂村山清路の郷資料館
- やまなみ荘

- 道の駅いくさかの郷
- 山清路の郷

## 出身の有名人
- 加藤正治 - 法学者、元中央大学総長